# Självantändning
Den här artikeln handlar om den fysikaliska processen. Se självbränning för människor som tänder eld på sig själva samt spontan självförbränning för det påstådda fenomenet att en människas kropp skulle förbrännas utan yttre tillförsel av värme.
Ett ämne sägs självantända när det börjar brinna utan att ha utsatts för yttre uppvärmning eller kommit i kontakt med öppen låga eller gnista. Ämnen som är kända för att lätt självantända är till exempel linolja på trasor eller penslar samt om man blandar stora mängder tvåkomponentlim i ett litet kärl.
Linolja, tungolja med flera oxiderande (syreupptagande) oljor utvecklar värme under oxidationsprocessen. I de fall värmen inte avleds tillräckligt kan självantändning uppstå i porösa material med stor fiberyta, till exempel textilier och sågspån. I de fall självantändning av exempelvis linolja uppstått har det oftast berott på bristande kunskap eller slarv med indränkta trasor ihopklämda i byxfickor eller olja som spillts ned mellan golvplankor och hamnat i trossbottnar med spån eller damm. Man har även sett en linoljeindränkt trasa liggande öppet på en bänk vara på väg att antändas efter cirka en timme.

## Pyrofora ämnen

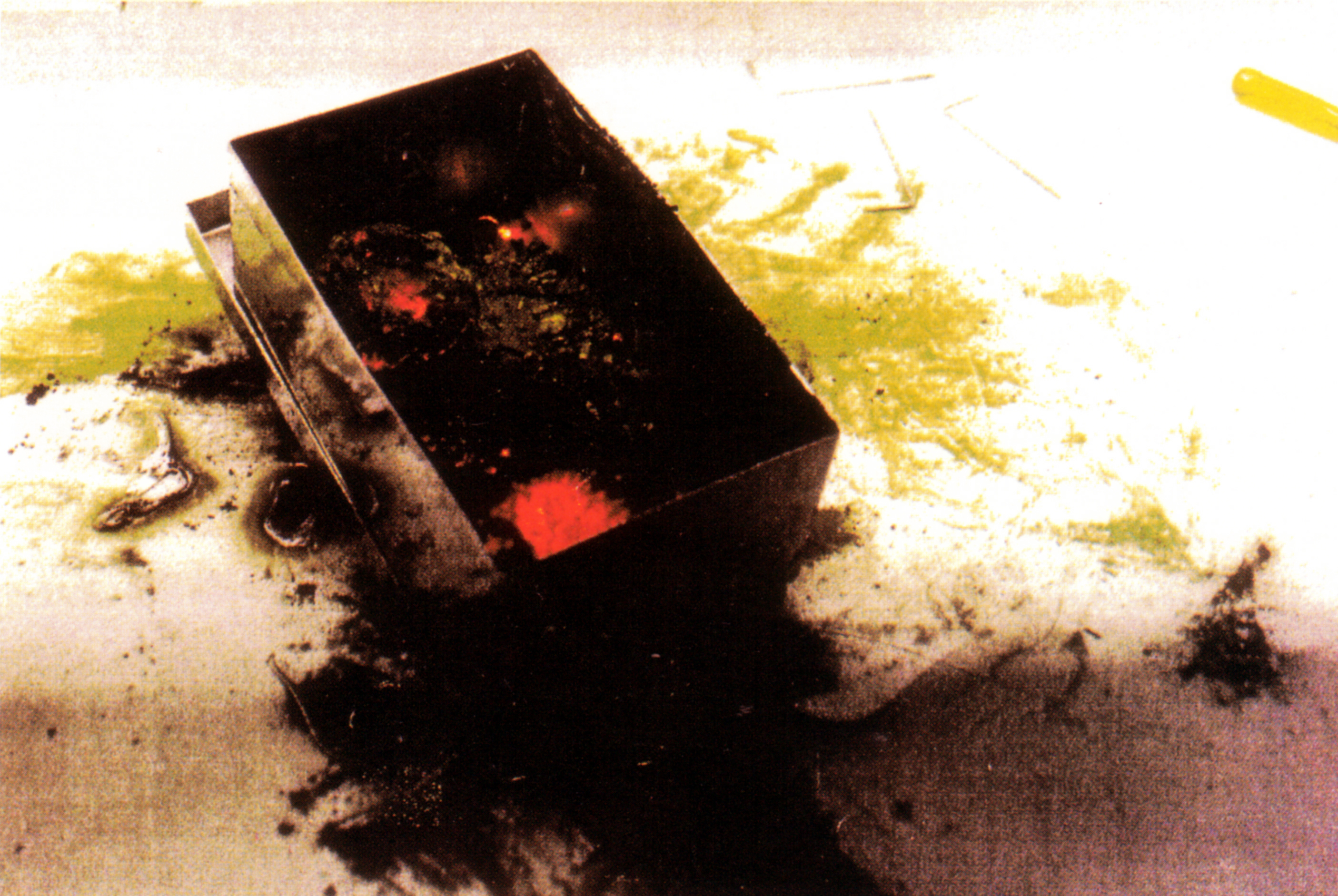
Självantändande plutonium

Pyrofora ämnen är ämnen som kan självantända i luft och ofta även i kontakt med vatten. Exempel på pyrofora ämnen är järn(II)sulfid, hydrazin och alkalimetallerna. Pyrofora ämnen kan hanteras i argon och ofta, men inte alltid, i kväve.
Uran och flera vanliga metaller är pyrofora om de blir tillräckligt finfördelade. Denna princip används i bland annat tändare och eldstål.

## Självantändningspunkt / Termisk tändtemperatur
Självantändningspunkten, eller den termiska tändtemperaturen, är den temperatur vid vilken ett ämne kan självantända. För silan är denna 21 °C och för vit fosfor 34 °C, medan de flesta andra ämnen har en betydligt högre tändtemperatur, såsom dieselolja (>200 °C) eller jetbränslet A-1 (>225 °C), papper (218 - 246 °C). eller bensin (280-470 °C). 
Det i svensk standard definierade begreppet för när brandfarlig vara och brännbart damm antänds genom temperatur är tändtemperatur (och på engelska Auto Ignition Temperature, AIT). I SEK Handbok 426 med standard SS-EN IEC 60079-10-1:2021 Klassning av områden med explosiv gasatmosfär definieras begreppet tändtemperatur i stycke 3.6.11. I AFS 2003:3 som gäller för explosiv dammatmosfär använder Arbetsmiljöverket termen Tändpunkt. I handboken till SRVFS 2004:7 som gäller för explosiv gasatmosfär använder Statens Räddningsverk begreppet tändtemperatur.